# BB-MV-LokalTV
BB-MV-LokalTV (früher BB-MV Lokal-TV, BB-Lokal‐TV, und Brandenburg lokal-TV) war ein gemeinsamer Satellitenkanal für lokale Fernsehsender aus Brandenburg und Mecklenburg-Vorpommern. Es handelte sich um ein (Gemeinschafts-)Projekt der Medienanstalt Berlin-Brandenburg. Die technische Abwicklung übernahm SES Astra. 

## Geschichte
Der Kanal startete am 13. September 2013 und war ursprünglich auf drei Jahre befristet. Gesendet wurde täglich zwischen 17:00 und 23:00 Uhr in 30-Minuten-Fenstern. Unter Beteiligung der Medienanstalt Mecklenburg-Vorpommern waren ehemals auch sieben Sender aus Mecklenburg-Vorpommern über diese gemeinsame Plattform zu empfangen sowie auch zwei Sender aus Berlin. Mit dem Ausstieg der Berliner und Mecklenburg-Vorpommerschen Sender im September 2018 wurde der Sendername geändert. Mitte November 2018 wechselte der Sender auf den Astra-Transponder 23, verbunden mit einer Ausweitung der Sendezeit auf 24 Stunden. Ab dem 1. Januar 2019 waren auch die Lokalsender aus Mecklenburg-Vorpommern offiziell wieder mit an Bord.
Vor der Inbetriebnahme der Satellitenverbreitung war der Empfang der beteiligten Sender im Wesentlichen nur per Kabel möglich. Ähnliche Projekte zur Steigerung der Reichweite gab es z. B. für Bayern mit ONTV (2002–2012) und LokalSAT (2004–2012).
Zum 1. Januar 2021 wurde BB-MV-LokalTV abgeschaltet. Die Programme können zum Teil weiterhin via Internet empfangen werden, Brandenburger und Berliner Programme auch über das Lokal-TV-Portal im HbbTV-Standard.

## Ursprünglich ausgestrahlte Programme
| Sender                 | Sitz                | Weblink                              |
| ---------------------- | ------------------- | ------------------------------------ |
| Brandenburg            |                     |                                      |
| EEF                    | Elsterwerda         | ee-fernsehen.de                      |
| KWtv                   | Wildau              | kw-tv.de                             |
| lausitz.tv             | Cottbus             | lausitz-tv.de                        |
| havellandTV            | Neuruppin           | (ruppiner-medien.de)                 |
| ODF                    | Eberswalde          | (odftv.de)                           |
| OHV TV                 | Birkenwerder        | (ohv-tv.de)                          |
| Oder-Spree Fernsehen   | Eisenhüttenstadt    | osf-tv.de                            |
| PotsdamTV              | Potsdam             | potsdam.tv                           |
| prignitzTV             | Perleberg           | (ruppiner-medien.de)                 |
| ruppinTV               | Neuruppin           | (ruppiner-medien.de)                 |
| SKB                    | Brandenburg (Havel) | skb-tv.de                            |
| Spreewald Fernsehen    | Hörlitz             | spreewaldfernsehen.de                |
| Strausberg TV          | Strausberg          | strausberg.tv                        |
| teltOwkanal            | Teltow              | teltowkanal.de                       |
| Uckermark TV           | Prenzlau            | (uckermark-tv.de) um-tv.de           |
| WMZ Frankfurt (Oder)   | Frankfurt (Oder)    | (ffo-tv.eu) frankfurter-fernsehen.de |
| WMZ Lauchhammer        | Lauchhammer         | (lh-tv.eu) seenluft24.de             |
| Berlin                 |                     |                                      |
| Alex                   | Berlin-Wedding      | alex-berlin.de                       |
| tv.berlin              | Berlin              | tvb.de                               |
| Mecklenburg-Vorpommern |                     |                                      |
| FAS                    | Stralsund           | fas-tv.de                            |
| Greifswald TV          | Greifswald          | greifswald-tv.de                     |
| MV1                    | Rostock             | mv1.tv                               |
| Rügen TV               | Putbus              | (ruegen-tv.de) ruegentv.de           |
| TV Schwerin            | Schwerin            | tv-schwerin.de                       |
| Vorpommern TV          | Wolgast             | (vorpommern.tv) usedomtv.de          |
| Wismar TV              | Wismar              | wismar-tv.de                         |